# إريك إيسكيرسكي
إريك إيسكيرسكي (بالإنجليزية: Erick Iskersky)‏ مواليد 25 يناير 1958 في توليدو، هو لاعب كرة مضرب أمريكي سابق وكان يلعب باليد اليمنى. أعلى تصنيف له في الفردي كان المركز الـ 64 في سنة 1982. أعلى تصنيف له في الزوجي كان المركز الـ 96 في سنة 1984.

## النهائيات

### الفردي: (1)
| الرقم | السنة | الدورة         | الأرضية | المنافس في النهائي | النتيجة في النهائي |
| ----- | ----- | -------------- | ------- | ------------------ | ------------------ |
| 1.    | 1983  | هلسنكي، فنلندا | صلبة    | أموس مانسدورف      | 6–4, 4–6, 7–5      |

## روابط خارجية
- إريك إيسكيرسكي على موقع رابطة محترفي التنس (الإنجليزية)
- إريك إيسكيرسكي على موقع الاتحاد الدولي لكرة المضرب (الإنجليزية)
- إريك إيسكيرسكي على موقع خلاصة التنس.كوم (الإنجليزية)